# Nacelle de désignation

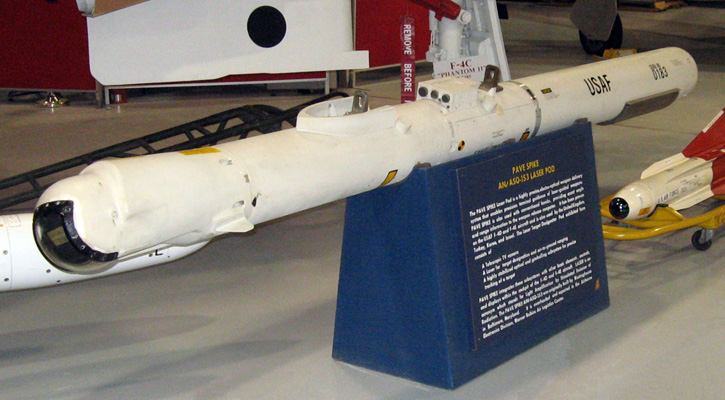
Pave Spike.

Une nacelle de désignation (ou pod de désignation) est un équipement aéroporté capable de désigner une cible, par exemple avec un rayon laser.

## Utilisation

### États-Unis
Quelques nacelles utilisées par l'Armée américaine :
- Lockheed Martin LANTIRN emportée par le F-15E Strike Eagle, le F-14D Super Tomcat et le F-16C/D Falcon
- Lockheed Martin Sniper XR emportée par le F-16 Falcon et le F/A-18 Hornet
- Northrop Grumman LITENING II/ER/AT emportée par le A-10 Thunderbolt II, le B-52H Stratofortress, le F-15E Strike Eagle, le F-5 Tiger, l'AMX et le F-16 Falcon

### Royaume-Uni
Nacelle utilisée par les Forces armées britanniques :
- BAE Systems TIALD (en) emportée par le Panavia Tornado, le SEPECAT Jaguar et le BAe Harrier GR.7

### France
Les nacelles sont fabriquées par Thomson-CSF devenu Thales.
L'Automatic Tracking and Laser Integration System (ATLIS), développé en 1975 et encore en service dans les Forces armées françaises en 2017.
Le Pod de désignation laser à caméra thermique, développé dans les années 1990 et encore en service dans les Forces armées françaises en 2017.
Le Pod Damoclès, emporté par le Rafale dans l'armée de l'Air française. Cette nacelle est exportée et est utilisée par les Émirats arabes unis sous le nom de Shehab, Super-Étendard modernisés, Soukhoï Su-30MKM pour la Malaisie, Tornado IDS pour l'Arabie Saoudite et Mirage F1 modernisés pour le Maroc.
Le Pod Talios est qualifié en novembre 2018 et les premières livraisons de la première version de ces nacelles sur le Rafale ont commencé à la fin de l’année 2018, pour s’étaler jusqu’en 2022.
Au total, en novembre 2018, avant la livraison des Talios, les forces aériennes disposent de 67 nacelles. Il est prévu en 2025 un total de 79 de ces dispositifs.

### Israël
Nacelle utilisée par Tsahal :
- LITENING emportée par Mirage 2000, Panavia Tornado, les F-15 et F-16 de l’armée de l'Air israélienne